# Ligne de Breuil-Barret à Velluire
La ligne de Breuil-Barret à Velluire est une ligne ferroviaire française, déclassée dans sa presque totalité, qui reliait la gare de Breuil-Barret, sur la ligne de La Possonnière à Niort à celle de Velluire sur la ligne de Nantes-Orléans à Saintes. Elle était l'origine de la ligne de Vouvant-Cezais à Saint-Christophe-du-Bois en gare de Vouvant-Cezais et de la ligne de Fontenay-le-Comte à Benet en gare de Fontenay-le-Comte.
Elle constitue la ligne 528 000 du réseau ferré national.

## Histoire
La Vendée fut l'un des derniers départements à être desservi par l'arrivée du chemin de fer, la première ligne vendéenne reliant Nantes à La Roche-sur-Yon, avec une extension vers Les Sables-d'Olonne, n'étant inaugurée que le 30 décembre 1866. Cependant, dès 1845, le Conseil Général de la Vendée manifesta son intérêt pour la mise en place de voies ferrées à travers l'ensemble du département. Malgré cela, les divergences d'opinions parmi de nombreux élus entravèrent considérablement l'avancement du projet. La guerre de 1870 et la chute du Second Empire vinrent une fois de plus paralyser les efforts visant à aménager le réseau ferroviaire.
La loi du 17 juillet 1879 (dite plan Freycinet) portant classement de 181 lignes de chemin de fer dans le réseau des chemins de fer d’intérêt général retient en n° 79, une ligne de Velluire à Parthenay, par Fontenay-le-Comte et Breuil-Barret, et Fontenay-le-Comte à Cholet.
La section de Fontenay-le-Comte à Velluire a été déclarée d'utilité publique à titre d'intérêt général le 15 juillet 1879. Des nouvelles lignes de chemin de fer voient le jour à travers tout le département, surtout le Sud-Vendée, qui peut inaugurer sa première ligne de chemin de fer le dimanche 23 octobre 1881 Elle a été ouverte à l'exploitation le 17 octobre 1881 par l'Administration des chemins de fer de l'État. La section de Breuil-Barret à Fontenay-le-Comte a été déclarée publique (intérêt général) par la loi du 21 août 1882. Les travaux ont débuté dans les premiers mois de 1883. Elle fut inaugurée par le ministre des travaux publics, Yves Guyot, et a été ouverte à l'exploitation le lundi 18 mai 1890 également par l'Administration des chemins de fer de l'État. Un des ingénieurs chargés de l'étude de la ligne et de ses ouvrages d'art fut  Albert de Préaudeau.
L'inauguration de cette nouvelle ligne ferroviaire a suscité de grands espoirs pour le développement de la région du Sud-Vendée. Cependant, il a fallu attendre le 28 mai 1900 pour que la ligne reliant Vouvant à Chantonnay soit ouverte au public. Quant à la liaison Chantonnay-Cholet, elle ne fut accessible que le 27 juillet 1914. Jusqu'en 1928, le réseau ferroviaire français connut une expansion significative, totalisant alors 4300 kilomètres de voies. De nombreuses petites municipalités disposaient ainsi de leurs propres gares, desservies quotidiennement. Les entreprises, telles que les carrières de Cheffois, bénéficiaient du transport de leurs marchandises via le réseau ferroviaire.
Le 1er janvier 1938, la totalité de la ligne a été transférée à la Société nationale des chemins de fer français (SNCF) et le 5 mai 1997, Réseau ferré de France (RFF) héritait des quelques centaines de mètres non déclassés.

### Fermeture
L'expansion de l'industrie automobile et du réseau routier, particulièrement notable après la Première Guerre mondiale et surtout à l'issue de la Seconde Guerre mondiale, a graduellement contraint la SNCF à progressivement abandonner les lignes ferroviaires de faible rentabilité au profit de services assurés par des autocars. La ligne a été fermée au service des voyageurs le 1er mars 1940 entre Breuil-Barret et Fontenay-le-Comte et le 3 mars 1969 entre Fontenay-le-Comte et Velluire.
Elle a été fermée au service des marchandises le 24 septembre 1989 entre Breuil-Barret et La Châtaigneraie, le 8 avril 1955 entre La Châtaigneraie et Fontenay-le-Comte , le 1er février 1971 entre Fontaine-Vendée et Velluire, 1er avril 1987 entre la Châtaigneraie et Breuil-Barret.

### Dates de déclassement
- La Châtaigneraie à Fontenay-le-Comte (PK 7,217 à 29,200) : 24 mai 1960[11].
- Fontaine-Vendée à Velluire (PK 35,600 à 40,870) : 24 juillet 1973[12].
- Extrémité de la ligne en gare de Fontenay-le-Comte (PK 29,200 à 29,523) : 17 septembre 1980[13].
- Tronçon à Fontaines-Vendée (PK 34,900 à 35,600) : 23 juin 1982[1].
- Fontenay-le-Comte à Fontaines-Vendée (PK 32,000 à 34,900) : 19 avril 1984.
- Breuil-Barret à La Châtaigneraie (PK 0,450 à 7,217) : 10 novembre 1989[9].
- Raccordement de Fontenay-le-Comte (0,450 km) : 10 novembre 1993[14].
- Section à Fontenay-le-Comte (PK 29,523 à 29,985) : 15 octobre 2002[15] (décret annulé le 28 juillet 2004[16] par la décision n° 252 670 du Conseil d'État).

## Tracé - Parcours
La ligne ferroviaire, étendue sur une distance totale de 29,088 kilomètres, se divise en deux segments distincts. Le premier, long de 13,631 kilomètres, débute à la gare de Fontenay-le-Comte et se termine à la sortie de Vouvant-Cezais, incluant une escale à Bourneau-Mervent. Le second tronçon, mesurant 15,457 kilomètres, s'étend de la gare de Vouvant-Cezais jusqu'au Breuil-Barret, desservant une gare à La Châtaigneraie et une halte à Antigny - Saint-Maurice-des-Noues.

## Infrastructure
C'était une ligne au profil moyen, les déclivités ne dépassaient pas 12 ‰.

### Ouvrages d'art

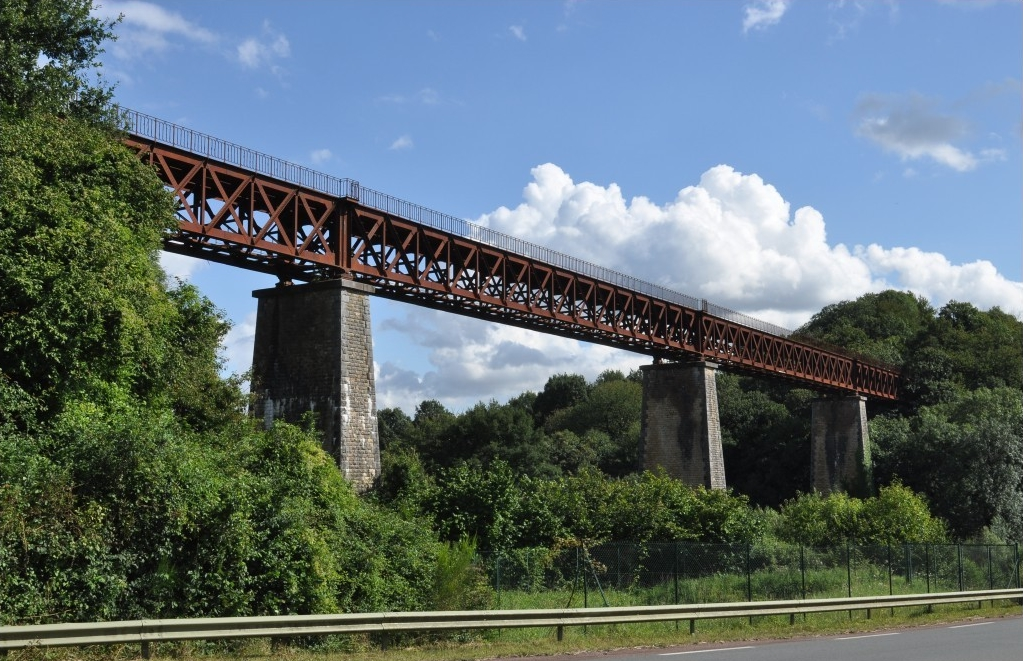
Le viaduc de Baguenard.

Cette section ferroviaire se caractérisait par la présence de deux ouvrages en viaduc : le viaduc de Coquilleau, situé à proximité de La Châtaigneraie, et le viaduc de Baguenard (également connu sous le nom de viaduc du Petit-Fougeret), localisé peu après la gare de Vouvant-Cezais. De plus, elle empruntait le tunnel de Pissotte, d'une longueur de 632 mètres, au nord de Fontenay-le-Comte.
Avec ses 172 mètres de longueur, le viaduc de Baguenard s'érige comme l'ouvrage le plus étendu jamais intégré au vaste programme de travaux publics connu sous le nom de plan Freycinet. Érigé en 1879, son achèvement survient en 1890, suivi de son inauguration le 18 mai de la même année. Bien qu'ayant résisté aux bombardements de 1944, ce pont voit cesser en 1955 le trafic de marchandises reliant La Châtaigneraie à Fontenay-le-Comte. Finalement, en 1967, il est cédé à la commune de Vouvant. Le viaduc de Coquilleau, érigé en 1883 par l'entreprise Archambault et mis en service en 1890, représente un ouvrage d'ingénierie notable. Son exploitation perdura jusqu'en 1986, avant d'être acquise en 1998 par la société Elastic Bungee, un événement qui marqua un tournant dans son histoire et contribua à accroître sa renommée.

## Exploitation
La ligne est fermée à tout trafic sur toute la section de Breuil-Barret à Velluire. Les rails furent démantelés en 1990.